# Marcel Prenant
Pour les articles homonymes, voir Prenant.
Eugène Marcel Prenant, né le 25 janvier 1893 à Champigneulles et mort le 15 juillet 1983 à Paris, est un zoologiste et parasitologiste et un homme politique français.
il est élu député de la Marne à l'Assemblée constituante de 1945 et membre du comité central du Parti communiste français.

## Biographie

### Origines et situation familiale
Né le 25 janvier 1893 à  Champigneulles, en Meurthe-et-Moselle, Marcel Prenant est le fils de Caroline Simon et d'Auguste Prenant, professeur à la faculté de médecine de Nancy et de Paris et membre de l’Académie de médecine de 1911 à 1927.
Il se marie en 1917 avec une agrégée de philosophie, Lucy Soto, union dont naîtront une fille, la philosophe Jeannette Colombel et un garçon, le géographe André Prenant.

### Formation et carrière professionnelle
Après l'obtention d'un double baccalauréat de mathématiques et de philosophie en 1909, il entre à l’École normale supérieure en 1911 et est licencié en sciences naturelles (1913).
Au retour de la guerre, durant laquelle, officier dans l’infanterie, il est blessé en 1915, il reprend ses études et obtient l'agrégation de sciences naturelles en 1919 et un doctorat en 1922 avec une thèse intitulée : Recherches sur le parenchyme des platyhelminthes, essai d'histologie comparée.
De 1919 à 1924, il est préparateur à l’École normale supérieure. Jusqu’en 1928, il est chef de travaux à la Station biologique de Roscoff. Il devient alors maître de conférences à la faculté des sciences de Paris, puis professeur sans chaire (1931) et professeur titulaire (1937).

### Engagement politique
Militant à la SFIO en 1913, Marcel Prenant opte pour le communisme lors de congrès de Tours en 1920. Il participe activement au mouvement Amsterdam-Pleyel pour la paix et est un des dirigeants du Comité de vigilance des intellectuels antifascistes.
Lors de la Seconde Guerre mondiale, il est officier près de Sedan avant d’être fait prisonnier par les Allemands. Prenant est libéré en 1941 car ancien combattant. Il est membre de la Résistance et réalise, pour les FTP, des modes d’emplois sur les armes utilisées par les résistants. 
En 1942, il est chef d'état-major et chargé des relations avec les mouvements gaullistes. Marcel Prenant est arrêté par la Gestapo en janvier 1944 et déporté en juin au camp de concentration de Neuengamme où il tombe gravement malade et d'où il est rapatrié en juin 1945. Présent au premier congrès du Parti communiste français qui a lieu depuis la Libération, il déclare à la tribune : « Salut à Maurice Thorez, le premier FTP de France ! » et la salle applaudit alors que Thorez a déserté le 4 octobre 1939 et a passé la guerre en URSS,. Après sa convalescence, il est élu député de la Marne à l'Assemblée constituante de 1945 et nommé membre du comité central du Parti communiste. En mars 1946, il témoigne à Hambourg au procès de Neuengamme des atrocités commises au camp de Neuengamme.
En 1948, lors de l’affaire Lyssenko, il est pressé par le Parti, en tant que membre du comité central et biologiste de renom, de prendre en France la tête de la « croisade lyssenkiste contre le néodarwinisme ». Pris en tenaille entre ses engagements politiques et ses compétences scientifiques, il tente de concilier sa fidélité au Parti et son honnêteté scientifique. Il publia dans un premier temps des articles qui tentent de ne pas opposer darwinisme et lyssenkisme. Il avait d'ailleurs défendu l'idée que le néo-darwinisme était parfaitement compatible avec l'idéologie du matérialisme dialectique
Lors d’un voyage à Moscou en octobre 1949, il insiste pour rencontrer Lyssenko, qu’il identifie alors définitivement comme un charlatan. Il choisit à partir de là, de ne plus s’exprimer publiquement sur l’affaire, pour ne pas gêner son parti. Ce silence est jugé insuffisant par la direction du parti. Au XIIe Congrès du PCF en 1950, il est écarté du Comité central, tout comme Jean Chaintron. Il maintint cette attitude de silence public jusqu’à ce que Lyssenko soit critiqué en U.R.S.S. même.
Il retrouve ce dernier, quand après le référendum de septembre 1958, il démissionne du parti et rejoint le groupe communiste oppositionnel « Unir pour le socialisme ». En 1962, il devient le directeur de l'organe mensuel Le Débat communiste, où s'expriment des communistes exclus du PCF, renommé Unir-Débat à partir de 1967. Il quitte cette fonction après mai 1968.
Il reste fidèle aux idées communistes, ainsi qu'il l'exprime dans son autobiographie en 1980, et est un soutien du PCF. 
Marcel Prenant meurt le 15 juillet 1983 à Paris,.

## Distinctions
- Croix de guerre 1914-1918
- Commandeur de la Légion d'honneur (1945)

Marcel Prenant est décoré de la croix de guerre 14-18. Il est nommé chevalier de la Légion d'honneur, promu officier puis commandeur en 1945.
Le prix Petit d'Ormoy de mathématiques de l'Académie des sciences lui est décerné en 1962.

## Liste partielle des publications
- 1924 : avec Georges Teissier (1900-1972), Notes éthologiques sur la faune marine sessile des environs de Roscoff, cirripèdes, bryozoaires, hydraires, PUF (Paris) : 50 p.
- 1933 : Géographie des animaux, Armand Colin (Paris) : 199 p.
- 1933 : La Vie, l'évolution des espèces et le marxisme, (Cahiers du Contre enseignement prolétarien, Paris, mars 1933 : 32 p.)
- 1934 : Adaptation, écologie et biocoenotique, Hermann (Paris) : 60 p.
- 1935 : Biologie et marxisme, Éditions sociales internationales (Paris) : 271 p. – réédité et augmenté en 1948, Editions Hier et Aujourd'hui.
- 1935 : Leçons de zoologie, Hermann (Paris) : 95 p.
- 1936 : Traité de sciences naturelles, conforme aux programmes officiels des Écoles primaires supérieures, Carus (Paris) : 466 + xxviii p.
- 1937 : Darwin, Éditions sociales internationales (Paris) : 323 p.
- 1946 : Darwin, Éditions Hier et aujourd'hui (Paris) : 222 p.
- 1951 : Les Problèmes de l'histochimie et la biologie cellulaire, Hermann (Paris) : xiii + 287 p.
- 1971 : Clefs pour la biologie, Seghers (Paris) : 350 p.
- 1971 : « Français du silence, la Résistance : Les F.T.P. », dans Jacques Meyer (dir.) et alii, Vie et mort des Français (1939-1945), Paris, Hachette (réimpr. 1980) (1re éd. 1971), 614 p., p. 360-404.
- 1980 : Toute une vie à gauche, Encre (Paris) : 334 p.